# 8802 Negley
8802 Negley è un asteroide della fascia principale. Scoperto nel 1981, presenta un'orbita caratterizzata da un semiasse maggiore pari a 3,1114428 UA e da un'eccentricità di 0,1204780, inclinata di 9,94577° rispetto all'eclittica.